# Cantone di Juniville
Il Cantone di Juniville era una divisione amministrativa dell'arrondissement di Rethel.
A seguito della riforma approvata con decreto del 21 febbraio 2014, che ha avuto attuazione dopo le elezioni dipartimentali del 2015, è stato soppresso.

## Composizione
Comprendeva i comuni di:
- Alincourt
- Annelles
- Aussonce
- Bignicourt
- Le Châtelet-sur-Retourne
- Juniville
- Ménil-Annelles
- Ménil-Lépinois
- Neuflize
- La Neuville-en-Tourne-à-Fuy
- Perthes
- Tagnon
- Ville-sur-Retourne